# فرودگاه پیت میدوز
فرودگاه پیت میدوز (به انگلیسی: Pitt Meadows Airport) (به زبان بومی: Pitt Meadows Airport) یک فرودگاه همگانی باربری با کد یاتا YPK است که یک باند فرود آسفالت دارد و طول باند آن ۷۵۷ متر است. این فرودگاه در کشور کانادا قرار دارد و در ارتفاع ۳ متری از سطح دریا واقع شده است.